# Antônio Pereira de Sousa Barros

Armas do barão de Engenho Novo.

Antônio Pereira de Sousa Barros, primeiro e único barão do Engenho Novo (Valença, 30 de maio de 1815 — Rio de Janeiro, 12 de outubro de 1884), foi um fazendeiro brasileiro.
Filho de Manuel Pereira Terra e de D. Carlota Maria de Sousa Barros. Casou-se com D. Rita Nunes.
Recebeu o baronato por decreto imperial de 4 de outubro de 1876 e faz referência a um distrito do Rio de Janeiro.